# Торрио, Джон
Джон Донато Торрио (англ. John Donato Torrio), при рождении Донато Торрио (итал. Donato Torrio), также известный как «Папа Джонни» и «Лис»; 20 января 1882 — 16 апреля 1957) — итало-американский гангстер. Участвовал в создании криминальной империи, известной как Чикагская организация (англ. Chicago Outfit) в 1920-х годах, которую позже возглавил его протеже Аль Капоне. Выдвинул идею создания Национального преступного синдиката в 1930 году, а затем стал неофициальным советником «Лаки» Лучано и его мафиозной «семьи».

## Ранняя жизнь
Место рождения Торрио является предметом дискуссий. Он родился где-то в Южной Италии, список мест, в которых он мог появиться на свет, включает в себя Неаполь, Амальфи (Кампания), Орсара-ди-Пулья (Апулия) и Ирсину (Базиликата).
Его отец умер, когда ему было два года и его овдовевшая мать эмигрировала с ним в Нью-Йорк.
Молодой Джон сначала работал швейцаром и вышибалой на Манхэттене. В тот же период он присоединился к уличной банде, и, благодаря своему уму, вскоре стал её лидером. Через некоторое время ему удалось накопить достаточно денег и открыть бильярдный салон для своей банды, под крышей которого он организовывал различные азартные игры и занимался ростовщичеством. Своей проницательностью и деловой хваткой Торрио заметно выделялся среди нью-йоркской преступности, в результате чего попался на глаза Полу Келли — лидеру известной банды «Пять углов». Аль Капоне и другие работники клуба Келли восхищались хитроумностью Торрио (за это качество ему впоследствии и дали прозвище «Лис»). Сам Торрио высоко ценил Келли за его взгляды и знание культуры организованной преступности — Келли утверждал, что молодой человек должен одеваться консервативно, не хамить, создать какой-нибудь легальный бизнес для прикрытия своей преступной деятельности. Уроки, извлечённые Торрио, остались с ним на протяжении всей его криминальной карьеры.
Банда Торрио занималась законным бизнесом, однако, его главными источниками доходов являлись игорный бизнес, тотализатор, ростовщичество, организация автоугонов, проституции и продажа наркотиков. Капоне был членом «Джуниорс» («Juniors») и вскоре присоединился к банде «Пять углов». Торрио в конечном счете нанял Аль Капоне барменом в «Гарвард Инн» («Harvard Inn») — бар на Кони-Айленде в Бруклине, принадлежавший деловому партнеру Торрио Фрэнки Йелю.

## Убийство Колозимо
В 1909 году «Большой Джим» Колозимо пригласил Торрио перебраться в Чикаго, чтобы тот помог разобраться с рэкетирами Чёрной руки. Уничтожив вымогателей, Торрио получил статус управляющего делами в империи Колозимо.
В 1919 году Торрио пригласил в Чикаго Капоне, и тот принял предложение. Там Капоне стал работать вышибалой в одном из борделей Торрио (тогда он и подхватил сифилис, который полноценно не лечил и который стал, в конце концов, причиной его смерти) и вскоре стал менеджером одного из главных заведений — «Четырёх Двоек». Через год вступил в силу «сухой закон», сделавший незаконным всё производство, покупку или продажу спиртных напитков. Торрио сразу понял, какую огромную прибыль может принести подпольная торговля запрещёнными напитками, и убеждал босса войти в бизнес. Колозимо отказался, опасаясь, что расширение сфер деятельности только привлечёт больше внимания со стороны полиции и соперничающих банд. В то же самое время «Большой Джим» развелся с Викторией Мореско — тёткой Торрио, которая их и познакомила, — и женился на Дейл Винтер, молодой актрисе и певице. Винтер убеждала Колозимо остепениться, одеваться более консервативно и держаться подальше от новостей.
К этому моменту Торрио понял, что его шеф — серьёзное препятствие для потенциального богатства банды. С согласия союзников Колозимо, — братьев Дженна и Джо Айелло — Торрио пригласил Йеля приехать в Чикаго и убить Колозимо. Убийство произошло 11 мая 1920 года в главном фойе кафе Колозимо. Никто так и не преследовался по закону за это убийство. В результате, Торрио захватил огромное криминальное королевство умершего Колозимо и начал заниматься бутлегерством.

## Соперничество с Бандой Норт-Сайда
В 1920-е годы группировка Торрио и Капоне прогрессировала и расширяла своё влияние в Чикаго, зарабатывая миллионы на азартных играх, проституции, а теперь и бутлегерстве. Группировка вскоре стала контролировать Чикаго-Луп (исторический деловой центр города Чикаго), а также большую часть южной части города. Тем не менее, Торрио также намеревался захватить выгодные территории Голд-Кост, чем обратил на себя гнев мощной Банды Норт-Сайда во главе с Дином О'Беньоном.
Группировка Торрио и Банда Норт-Сайда заключили хрупкий союз, но напряжённость в отношениях между ними росла. Братья Дженна стали продавать виски на территории О’Бэньона и тот обратился к Торрио, чтобы последний их приструнил, но Торрио отказал, поскольку попытка надавить на Дженна могла привести к кровопролитию. Тогда О’Беньон ограбил несколько грузовиков Дженна с алкоголем. Дженна решили убить О’Беньона, но их остановили не желавший начала гангстерской войны Торрио и Майк Мерло — глава Сицилийского союза (итал. Unione Siciliana), не одобрявший убийств и пользовавшийся непререкаемым авторитетом. Мир соблюдался, пока всё ещё злившийся О’Бэньон ни решил подставить Торрио в сделке с приобретением его доли в одной из крупнейших пивоварен за 500 000 долларов, что вызвало арест Торрио. Тот сумел выйти под залог и терпению пришел конец: Торрио согласился с убийством О’Беньона. Единственным защитником ирландца оставался Мерло, но вскоре он умер от рака и Союз возглавил Анджело Дженна. 10 ноября 1924 года О’Беньон был убит в своем цветочном магазине Фрэнки Йелем, Джоном Скализе и Альбертом Ансельми. Убийство О’Беньона спровоцировало кровавую войну с Бандой Норт-Сайда, члены которой начали преследовать Торрио по всему Чикаго.

## Попытка убийства
В субботу 24 января 1925 года члены Банды Норт-Сайда Хайми Вэйсс, Винсент «Схемщик» Друччи и Багс Моран напали на Торрио, который возвращался в свою квартиру на 7106 Южной Клайд Авеню после похода по магазинам с его женой Анной. Вэйсс и Моран обстреляли автомобиль Торрио, ранив шофёра, а затем расстреляли и его самого (он вышел из машины ещё до начала стрельбы). Торрио был ранен в челюсть, легкие, пах, ноги и живот. Моран попытался сделать смертельный выстрел в голову Торрио, но у него заклинил пистолет. Друччи дал понять, что пора идти, и трое из Банды Норт-Сайда покинули место бойни. Несмотря на тяжелые ранения, Торрио удалось выжить.

## Передача полномочий Капоне
Торрио, пройдя срочную операцию, медленно восстанавливался после покушения. Капоне дал Торрио круглосуточную охрану, чтобы убедиться, что его любимый наставник будет в безопасности. На протяжении всего испытания Торрио, соблюдая принцип преступного «омерта» (закон молчания), ни разу не упомянул имена нападавших. После освобождения из больницы Торрио отбыл год в тюрьме за нарушения антиалкогольных законов. На протяжении своего правления в качестве босса чикагской мафии Торрио стал свидетелем значительного роста уровня насилия в организованной преступности. Покушение сильно испугало его, а в сочетании с тюремным заключением и увеличением количества трудностей в работе убедило Торрио уйти в отставку, пока он ещё жив. Торрио уехал в Италию со своей женой (мать он туда перевёз ещё до покушения), где больше не вёл дел с преступным миром. Он отдал полный контроль над Группировкой Капоне со словами: «Это всё твоё, Аль. Я? Я ухожу. Теперь моё место в Европе».
Война между Бандой Норт-Сайда и Чикагской организацией продолжалась в течение нескольких лет. Банда Норт-Сайда уничтожила банду братьев Дженна: трое из братьев погибли, а выжившие бежали. Банда Норт-Сайда также продолжила жестокую войну с Капоне — войну, которая стоила обеим сторонам друзей, зданий и заставила Капоне постоянно оглядываться через плечо. Она продолжалась до Бойни в День святого Валентина — последней попытки Капоне избавиться от возглавлявшего северян к тому моменту Морана (сменивший О’Бэньона Вэйсс был ранее убит людьми Капоне, а сменивший Вэйсса Друччи — полицейским). Моран выжил (опоздал на встречу, а увидев на месте полицию, — на самом деле, это были переодетые люди Капоне, которые и перебили его помощников, — развернулся и уехал), однако Банда Норт-Сайда серьёзно ослабла, лишившись значительной части своей «верхушки». Вскоре между бандами был заключён мир, который уже не нарушался. Правительство США обратило внимание на деятельность Капоне после событий в День Святого Валентина, что в итоге привело к аресту Капоне за уклонение от уплаты налогов.

## Последние годы
В 1930 году Торрио вернулся в США для дачи показаний в суде над Капоне. В то время у него появилась идея создать один огромный преступный синдикат, охватывающий все банды, которые постоянно рвут друг другу глотки. Он представил её в Нью-Йорке Капоне, «Лаки» Лучано, а также «Лепке» Бухальтеру, «Лонги» Цвиллману, Джо Адонису, Фрэнку Костелло, Мееру Лански, Голландцу Шульцу, Багси Сигелу, Винсенту Мангано, Альберту Анастазия, Фрэнку Эриксону и другим в четырёхзвездочном отеле Парк Авеню (Park Avenue). Его идея была хорошо принята, он пользовался большим уважением в мире организованной преступности. Лучано реализовал концепцию, так родился Национальный преступный синдикат.
В 1957 году у Торрио случился сердечный приступ, когда он сидел в кресле парикмахера в ожидании стрижки. Джонни Торрио через несколько часов умер в больнице. Средства массовой информации не знали о его смерти в течение трех недель после его погребения.

## В популярной культуре
Образ Джона Торрио использовали в нескольких теле- и кинокартинах:
- Нехемия Персофф в 1959 году в фильме Аль Капоне.
- Чарльз МакГроу в 1959 году в телевизионном сериале Неприкасаемые[англ.].
- Гарри Гуардино в 1975 году в фильме Капоне (Capone).
- Гай Барил в 1992 году в фильме Бэйб[англ.].
- Фрэнк Винсент в 1993 году в сериале Хроники молодого Индианы Джонса, эпизод Young Indiana Jones and the Mystery of the Blues.
- Бёрн Пивен в пилотной серии телевизионного сериала 1993 года Неприкасаемые[англ.].
- Кейрон Джеккинис в 1994 году в телевизионном сериале In Suspicious Circumstances.
- Грег Антоначчи[англ.] в 2010 году в сериале сети HBO Подпольная империя.
- Паоло Ротондо[англ.] в 2016 году в мини-сериале Рождение мафии: Чикаго[англ.].
- Ал Сапиенца в фильме «Страна гангстеров» (2017)